# Herschel Mayall
Pour les articles homonymes, voir Mayall.
Herschel Mayall est un acteur américain, principalement du cinéma muet, né le 12 juillet 1863 à Bowling Green, Kentucky (États-Unis), et mort le 10 juin 1941 à Detroit, Michigan.

## Filmographie partielle
- 1912 : Quand Lee se rendra (When Lee Surrenders) de Thomas H. Ince
- 1912 : The Dead Pay de Francis Ford
- 1913 : Days of '49 de Thomas H. Ince
- 1913 : The Great Sacrifice de Raymond B. West
- 1913 : Le Désastre (The Battle of Gettysburg) de Thomas H. Ince et Charles Giblyn
- 1913 : From Out the Storm de Burton L. King
- 1913 : The Claim Jumper de Burton L. King :	Jim Rankin, mineur
- 1914 : A Kentucky Romance, de Thomas H. Ince et Jay Hunt
- 1914 : Star of the North, de Thomas H. Ince et Jay Hunt
- 1914 : In the Sage Brush Country de William S. Hart
- 1915 : The Toast of Death de Thomas H. Ince
- 1915 : On the Night Stage de Reginald Barker
- 1916 : Sins of Her Parent de Frank Lloyd
- 1916 : Pour sauver sa race (The Aryan) de Reginald Barker, William S. Hart et Clifford Smith
- 1916 : Civilisation (Civilization) de Reginald Barker, Thomas H. Ince et Raymond B. West
- 1917 : La Reine des Césars (Cleopatra) de J. Gordon Edwards
- 1917 : Un drame d'amour sous la Révolution (A Tale of Two Cities) de Frank Lloyd
- 1917 : Les Enfants dans la forêt (The Babes in the Woods) de Chester M. Franklin et Sidney Franklin
- 1918 : Shackled de Reginald Barker
- 1918 : Wedlock de Wallace Worsley
- 1919 : Le Gardien de nuit (The Money Corral)
- 1920 : Kismet de Louis Gasnier
- 1921 : La Reine de Saba  de J. Gordon Edwards
- 1921 : L'Insulte (To a Finish) de Bernard J. Durning
- 1922 : L'Engrenage (Oath-Bound) de Bernard J. Durning
- 1922 : Calvert's Valley de John Francis Dillon
- 1922 : Arabian Love de Jerome Storm
- 1922 : The Yellow Stain de John Francis Dillon
- 1923 : L'Île des navires perdus (The Isle of Lost Ships) de Maurice Tourneur
- 1923 : La Dernière Chevauchée (Wild Bill Hickok)
- 1930 : Fast and Loose, de Fred C. Newmeyer
- 1931 : Sa femme (His Woman), de Edward Sloman